# Николай Арабов
Николай Асенов Арабов, наричан Майстора, е бивш български футболист, централен защитник (либеро), чиято професионална кариера продължава повече от 20 години. Национал на България, участник на Световното първенство в Мексико през 1986 г.
Арабов е легендарен играч на ФК Сливен, за който играе от 1971 г. до края на 1986 г., както и през сезон 1992/93. За клуба има общо 405 мача с 13 гола - 324 мача с 9 гола в А група, както и 81 мача с 4 гола в Б група. Обявен за Футболист №1 на Сливен за ХХ век.
Играл е също в Локомотив (Пловдив), Спартак (Плевен), Червено знаме (Павликени), Кипър и Албания.

## Кариера
Като юноша в школата на ФК Сливен Арабов играе на поста централен нападател. През 1971 г. влиза в първия състав, като първоначално е използван като офанзивен халф, преди да бъде преквалифициран на либеро от тогавашния наставник Серги Йоцов. Арабов остава неизменна част от отбора до есента на 1986 г. с едно изключение. През 1978 г. е наказан за няколко месеца да не играе футбол, тъй като незаслужено е обвинен, че е продал мач, който Сливен губи с 1:2 от Черноморец (Бургас). В този период Арабов е поканен да тренира със Славия (София), но така и не записва официален мач за „белите“.
През сезон 1987/88 Арабов е част от отбора на Анагениси Дериня. Играе в 23 мача и бележи един гол в Кипърската първа дивизия.
През лятото на 1988 г. Арабов се завръща в България, като в началото на сезон 1988/89 записва 7 мача за Локомотив (Пловдив) в А група. След това преминава в Спартак (Плевен), където изиграва общо 45 мача с 3 гола в Б група. Впоследствие Арабов играе за друг отбор от втория ешелон - Червено знаме (Павликени).
Защитникът има 42 мача за А националния отбор (1976-1986), 2 мача за Б националния, 1 мач за младежкия тим и 2 мача за юношеския национален отбор. Участва на СП-1986 в Мексико (в 3 мача). Дебютира за А националния отбор на 28 ноември 1976 г. срещу Румъния. „Заслужил майстор на спорта“ от 1984 г. За Сливен има 2 мача в турнира за купата на УЕФА).
След приключване на състезателната си кариера работи като треньор в Академик (Свищов) и албанските отбори Тирана, Партизани Тирана и Флямуртари.